# Wörschach
Wörschach est une commune autrichienne du district de Liezen en Styrie.

## Géographie

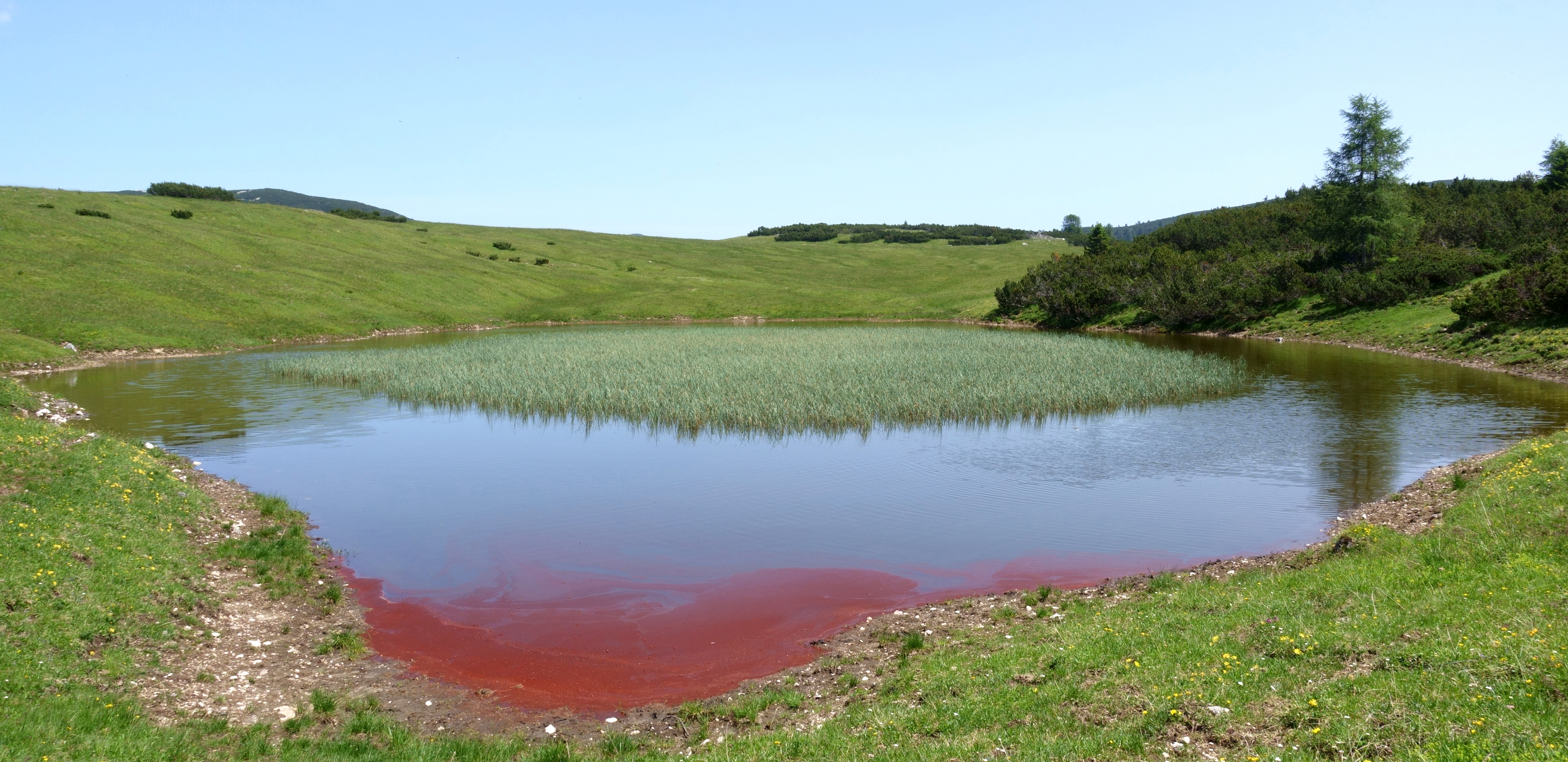
Kirchfeld (Wörschach), un petit lac dans un paturage. La couleur rouge est due à une algue, Haematococcus pluvialis ou Chlamydomonas nivalis. Juin 2022.